# ماهی‌های گل‌آلود
ماهی‌های گل‌آلود (نام علمی: Neochanna) نام یک سرده از تیره اخترماهیان است.